# سن آنتون آرلبرگ
سن آنتون آرلبرگ (به آلمانی: St Anton am Arlberg) یک منطقهٔ مسکونی در اتریش است که در ناحیه لاندک واقع شده‌است. سن آنتون آرلبرگ ۲٬۸۴۸ نفر جمعیت دارد.

## خواهرخوانده
شهر سیلاندرو خواهرخواندهٔ سن آنتون آرلبرگ هست.